# 스파스카야탑

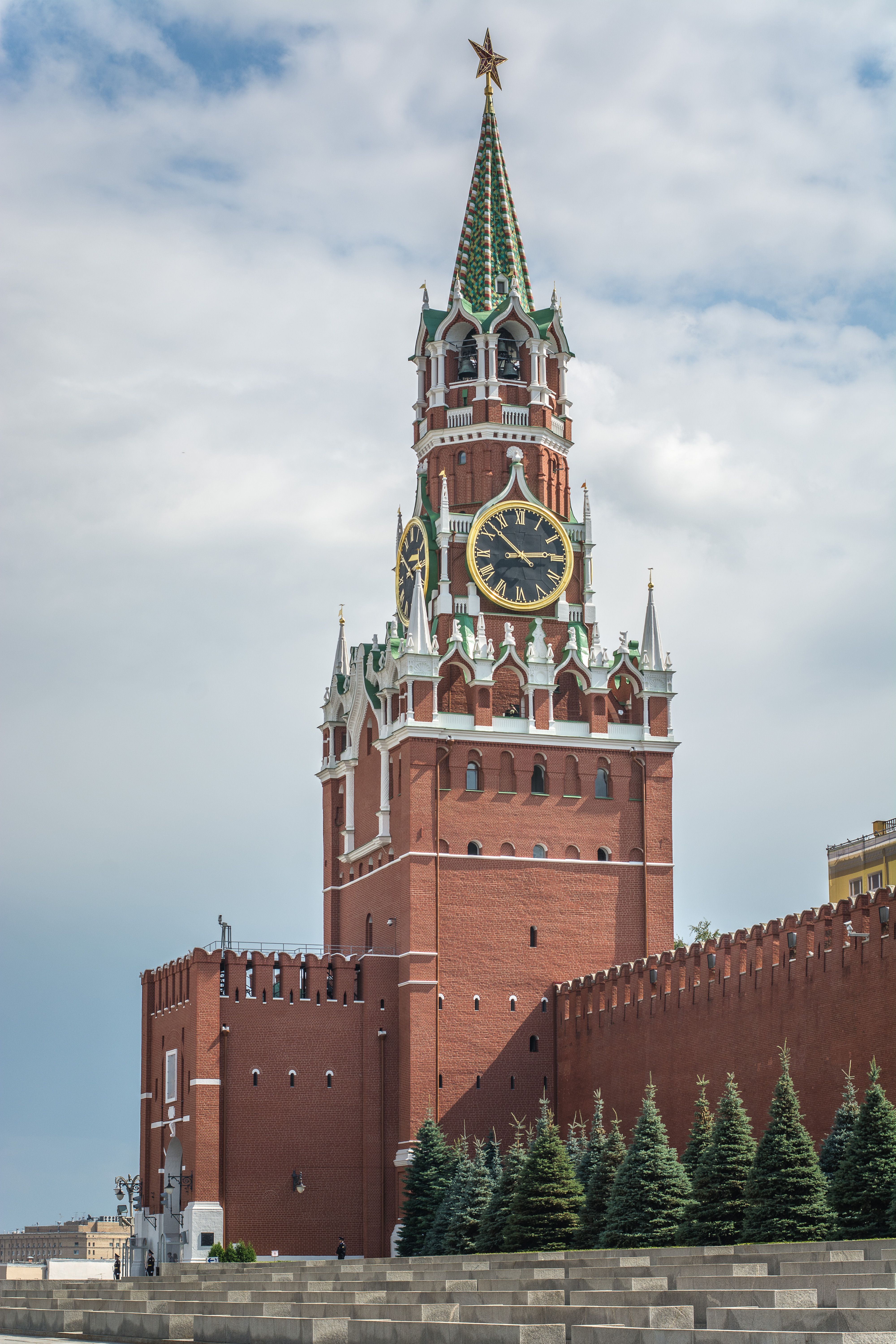

스파스카야탑(러시아어: Спасская башня, 로마자 표기: Spasskaya bashnya)는 구세주탑으로도 번역되며 붉은 광장이 내려다보이는 모스크바 크렘린의 동쪽 벽에 있는 주탑이다.

## 역사
스파스카야탑은 이탈리아인 건축가 피에트로 안토니오 솔라리(Pietro Antonio Solari)가 1491년에 건설했다. 처음에는 현재 이곳에 존재하지 않는 크렘린의 프롤라브르 교회의 이름을 따서 프롤로브스카야탑으로 명명되었다. 이 탑의 현대적인 이름은 '손으로 만들지 않은 구원자'로 번역된 '스파스 네루코트보르니'(러시아어: Спас Нерукотворный)의 아이콘에서 유래되었다. 이 아이콘은 1658년에 내부 벽의 문 위에 놓여졌고 1917년에 제거되었다. 또한 '스파스 스몰렌스키'(러시아어: Спас Смоленский)의 벽에 그려진 아이콘의 이름을 따서 명명되었으며 '스몰렌스키 구세주'로 번역되었다. 이 아이콘은 16세기에 탑 외벽에 만들어졌으며 1937년에 회칠을 했으나 2010년 다시 개장하여 복원되었다.
스파스카야탑은 건축가 바젠 오구르초프와 크리스토퍼 겔러웨이(스코틀랜드 건축가이자 시계 제작자)에 의해 1624~1625년에 뾰족한 지붕으로 장식된 많은 모스크바 크렘린탑 중 첫 번째 탑이었다. 여러 역사적 기록에 따르면 스파스카야탑의 시계는 1491년에서 1585년 사이에 나타났다. 일반적으로 크렘린 종소리(Кремлёвские куранты)라고 하며 공식 모스크바 시간을 지정한다. 시계 문자판의 직경은 6미터(20피트)이다. 스파스카야탑의 문은 외국 고위 인사들을 맞이하는 데 사용되었으며, 붉은 광장에서 열리는 공식적인 행사나 행렬에도 사용되었다.